# (3407) Jimmysimms
(3407) Jimmysimms es un asteroide perteneciente al cinturón de asteroides, descubierto el 28 de febrero de 1973 por Luboš Kohoutek desde el Observatorio de Hamburgo-Bergedorf, Hamburgo, Alemania.

## Designación y nombre
Designado provisionalmente como 1973 DT. Fue nombrado Jimmysimms en honor al administrador de sistemas estadounidense del Smithsonian "James A. C. Simms III".